# Кантоїра
Кантоїра (італ. Cantoira, п'єм. Cantòira) — муніципалітет в Італії, у регіоні П'ємонт,  метрополійне місто Турин.
Кантоїра розташована на відстані близько 570 км на північний захід від Рима, 45 км на північний захід від Турина.
Населення — 557 осіб (2014).
Щорічний фестиваль відбувається 29 червня. Покровитель — Петро (апостол).

## Демографія
Населення за роками:

Станом на 1 січня 2023 року в муніципалітеті офіційно проживало 35 іноземців з 8 країн, серед них 14 громадян країн Євросоюзу.

## Сусідні муніципалітети
- Черес
- К'яламберто
- Локана
- Монастеро-ді-Ланцо